# Machine Mouse
A Machine Mouse magyar hard rock együttes. Legismertebb daluk a Fenn a csúcson, ami 2007-ben 21 hétig szerepelt a Mahasz Rádiós Top 40 listáján.

## Története
Az együttes 1990-ben alakult Mickey Mause néven. 1992-ben csatlakozott Ficzkó András a csoporthoz, aki a mai napig tagja az együttesnek.
Első nagylemezük 1994-ben jelent meg angol nyelven. Felléptek az első, 1993-as Diákszigeten, majd a következőn is, és koncerteztek a Magyarock Fesztiválon és az E-Klub születésnapi buliján is. 1994-ben csatlakozott Vedres Joe gitáros (ex-Beatrice, ex-Bikini).
Vedres Joe elhagyta az együttest. A zenekar változó felállású volt az évek alatt. Harmadik nagylemezük 2005-ben került a boltba.  2007-ben negyedik nagylemezük is megjelent. Ehhez az albumhoz klip is készült, melyet a Fenn a csúcsonhoz készített az együttes. 2009-ben egy válogatásalbumot is piacra dobtak. 2011-ben új tagok léptek be a csoportba, Tari Botond gitáros és Sturm Johnny billentyűs személyében. A zenekar 2015-ben új dalt jelentetett meg, Húzós dal címmel. Továbbá újabb zenészekkel bővült a Machine Mouse: Sidd énekes és Vilmányi Gábor gitáros.
Az emberek gyakran a Hooligans-szel hasonlítják össze az együttest, hangzásviláguk miatt.

## Tagok
- Ficzkó András - ének
- Tari Botond - gitár
- Sturm János (Johnny) - billentyűsök, vokál
- Rubé Norbert - basszusgitár, vokál
- Ragadics Csaba - dob, ütős hangszerek, vokál
- Sidd - ének (2015-)
- Vilmányi Gábor - gitár (2015-)

## Diszkográfia
- Deep Press (angol nyelvű, 1994)
- Machine Mouse (1995)
- Vissza a jövőből (2005)
- Egérút (2007)
- Lábujjhegyen (válogatás, 2009)